# Heinrich Stölzel
Heinrich David Stölzel (né le 7 septembre 1777 à Schneeberg ; décédé le 16 février 1844 à Berlin) était un musicien allemand et facteur d'instruments à vent de la famille des cuivres. Il a mis au point en 1818 le premier piston pour cuivres, initialement pour cor, le piston système Stölzel, et a ensuite développé plusieurs autres modèles, parfois conjointement avec d'autres musiciens inventeurs.

## Biographie
Heinrich Stölzel est le fils d'un musicien de la ville. Il apprend à jouer de nombreux instruments, dont la harpe, le violon, la trompette et le cor. En 1800, Guillaume Ier, prince de Pleß, l'engage comme hautboïste (un grade d'officier allemand pour les joueurs de cor dans l'orchestre et la musique d'harmonie classique à partir de l'époque classique). C'est sous cette appellation que jouaient alors les musiciens militaires. Dans le cadre de cet emploi, il jouait du cor.
C'est à cette époque qu'il se consacre au perfectionnement du cor, qui était alors encore joué comme cor d'invention. Afin d'élargir la gamme de sons de cet instrument, qui ne comprenait que les sons naturels ainsi que ceux qui pouvaient être obtenus par  « bouchage » de la main dans le pavillon, il expérimente des pistons à l'aide desquels il pouvait dévier l'air dans des tubes intercalés, les allongeant et de créer ainsi des séries harmoniques utilisables plus nombreuses (et plus graves). Son système comportait deux pistons ; le premier abaissait la hauteur fondamentale de l'instrument d'un ton, le second d'un demi-ton. En appuyant sur les deux en même temps, on abaissait la note fondamentale d'un ton et demi. En 1814, il a mis au point un cor à pistons jouable, capable de jouer une gamme chromatique dans le registre supérieur de l'instrument.
Stölzel aurait écrit directement au roi Friedrich Wilhelm III de Prusse pour faire connaître son invention, et le directeur musical du théâtre municipal de Breslau, Gottlob Benedikt Bierey, a écrit dans le journal "Allgemeine musikalische Zeitung" du 3 mai 1815 : « Heinrich Stölzel, le musicien de chambre de Pless en Haute-Silésie, afin de perfectionner le cor de chasse (en allemand : Waldhorn), a réussi à coupler à l'instrument un mécanisme simple, grâce auquel il obtient toutes les notes de la gamme chromatique dans une étendue de près de trois octaves, avec une bonne sonorité, forte et pure.  Toutes les notes artificielles - qui, comme on le sait, étaient auparavant produites en arrêtant le pavillon avec la main droite, et qui peuvent maintenant être produites simplement avec deux pistons, commandés par deux doigts de la main droite - ont un son identique aux notes naturelles et préservent ainsi le caractère du Waldhorn. Tout joueur de Waldhorn sera, avec de la pratique, capable d'en jouer. », . 
Après avoir acquis les droits de brevet de Friedrich Blühmel, qui avait développé indépendamment de lui un instrument chromatique à l'aide de deux pistons, il dépose avec Friedrich Blühmel le 12 avril 1818 une demande de brevet commun pour une durée de 10 ans pour un cor chromatique muni de deux pistons-cage (en anglais :  box valve ) qui constituent une amélioration du premier modèle de piston supprimant les angles à 90 degrés perturbant le flux d'air.
La même année, le 16 octobre 1818, la première œuvre pour cor à pistons est jouée pour la première fois, le concertino pour trois cors des bois et un cor à pistons chromatique créé par le compositeur et corniste Georg Abraham Schneider.
Partant du cor à pistons de Stölzel, qui n'était tout d'abord équipé que de deux pistons, celui-ci fut bientôt doté d'un troisième par le facteur d'instruments Christian Friedrich Sattler de Leipzig, et les premières trompettes à pistons furent construites en 1820.  Le système ayant été perfectionné par d'autres inventeurs, des pistons similaires ont été intégrées à presque tous les membres de la famille des cuivres. Jusque vers 1860, le cor chromatique s'impose dans tous les orchestres.
Stölzel décède à Berlin en 1844.